# Barbus tetraspilus
Barbus tetraspilus е вид лъчеперка от семейство Шаранови (Cyprinidae).

## Разпространение и местообитание
Видът е разпространен в Демократична република Конго.
Обитава сладководни басейни и реки.

## Описание
На дължина достигат до 5 cm.